# Otmica vazduhoplova
Otmica vazduhoplova je krivično delo čiji osnov inkriminacije predstavlja Konvencija o suzbijanju nezakonite otmice vazduhoplova zaključena 1970. godine u Hagu. Države potpisnice ove konvencije obavezale su se da u svojim nacionalnim zakonodavstvima sankcionišu određene nedozvoljene akte u vezi sa vazduhoplovom, kao što je nasilna i pod pretnjom nasilja zaplena vazduhoplova, vršenje kontrole nad njim kao i pokušaj neke od ovih delatnosti.
Krivčni zakonik Republike Srbije predviđa ovo krivično delo i grupiše ga u krivična dela protiv bezbednosti vazdušnog saobraćaja propisujući njegov osnovni i dva teža oblika.
Radnja izvršenja osnovnog oblika se sastoji u preuzimanju kontrole nad vazduhoplovom koji se nalazi u letu, silom ili ozbiljnom pretnjom da će se upotrebiti sila.
Objekat radnje je vazduhoplov čiji je pojam definisan Zakonom o vazdušnoj plovidbi.
Krivično delo se može izvršiti samo nad vazduhoplovom u letu.Smatra se da je vazduhoplov u letu od momenta kada se sva spoljašnja vrata zatvore posle ukrcavanja, pa do momenta kada se bilo koja vrata otvore za iskrcavanje. U slučaju prinudnog sletanja smatraće se da let i dalje traje sve dok nadležne vlastine preuzmu odgovornost za vazduhoplov, lica i imovinu. Pod vazduhoplovom se podrazumevaju avioni, helikopteri, dirižabli i druge naprave koje služe za letenje.
Preuzimanje kontrole se može izvršiti silom ili pretnjom.
Pod pojmom sile smatra se i primena hipnoze i omamljujućih sredstava, sa ciljem da se neko protiv svoje volje dovede u nesvesno stanje ili onesposobi za otpor.Pretnja mora biti kvalifikovana ( da učinilac preti upotrebom sile).
Radnja se može izvršiti na više načina, najčešće je to sila ili pretnja usmerena prema posadi vazduhoplova kako bi se preusmerio let vazduhoplova u drugom pravcu, neposredno upravljanje vazduhoplovom ili zabrana poletanja vazduhoplova.
Izvršilac može biti svako lice, a za odgovornost se traži umišljaj. Pokušaj krivičnog dela je takođe kažnjiv.
Predviđena kazna je zatvor u trajanju od najmanje godinu dana.
Kvalifikovani oblici dela postoje kada je nastupila smrt jednog ili više lica, ili je nastupilo oštećenje vazduhoplova. Pritom u odnosu na težu posledicu se traži nehat učinioca (krivično delo kvalifikovano težom posledicom).
Predviđena kazna zatvora u tom slučaju je najmanje pet godina.
Najteži oblik dela postoji kada je pri izvršenju osnovnog oblika neko lice umišljajno lišeno života.
U tom slučaju radi se o sticaju dva krivična dela (otmica vazduhoplova i ubistvo), a zaprećena kazna je kazna zatvora od najmanje deset godina ili zatvor od četrdeset godina.

## Literatura
- Z.Stojanović: Krivično pravo (posebni deo), Beograd 2003.

## Spoljašnje veze
- UNODC - Tokijska konvencija iz 1963 (језик: енглески)